# Knook
Knook is een civil parish in het bestuurlijke gebied West Wiltshire, in het Engelse graafschap Wiltshire. In 2001 telde het dorp 64 inwoners. Knook komt in het Domesday Book (1086) voor als 'Cunuche'.